# 諾納科湖
61°52′N 109°26′W / 61.867°N 109.433°W

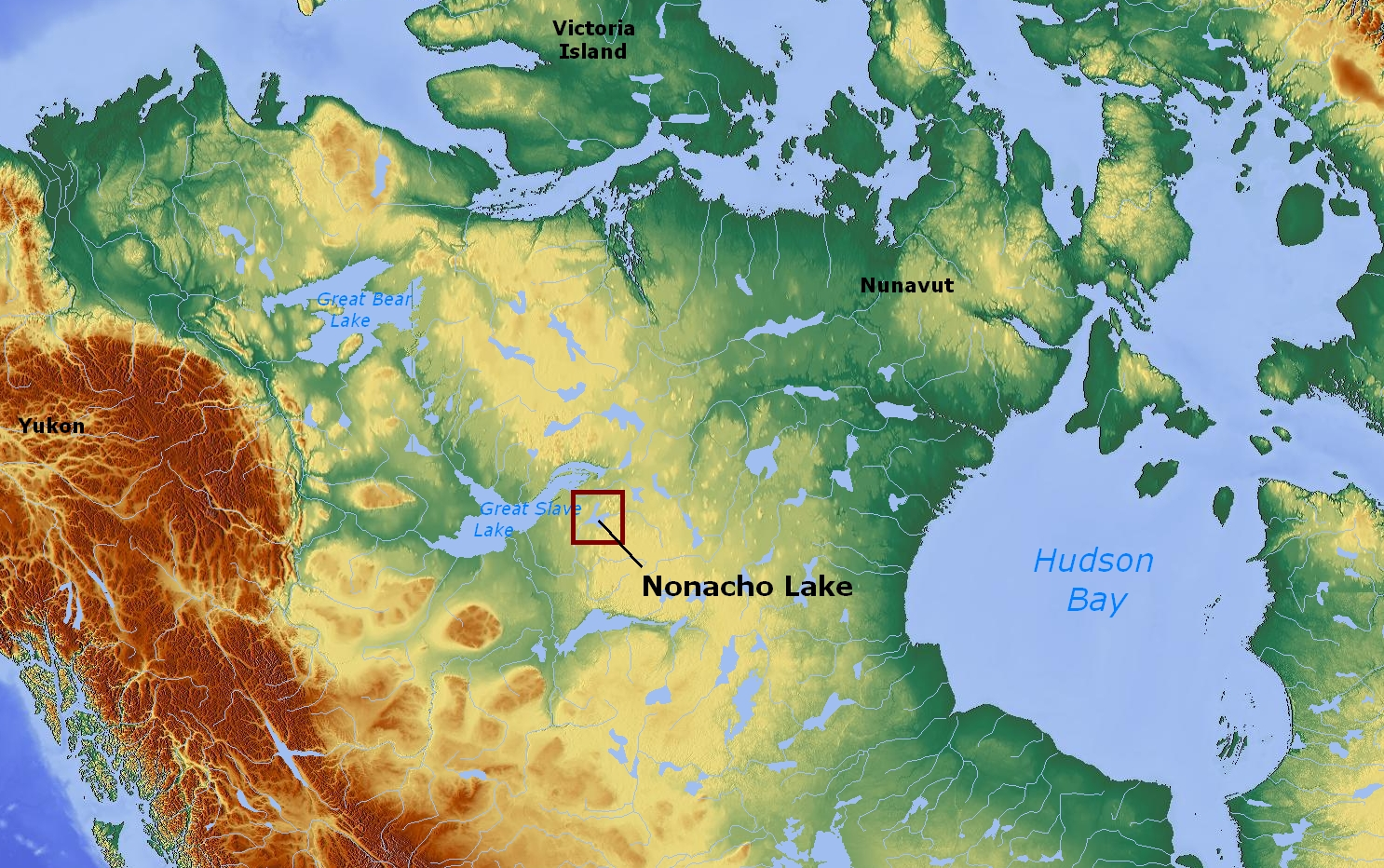

諾納科湖是加拿大的湖泊，位於該國西北部，由西北地區負責管轄，面積697平方公里，是該地區第八大湖泊，島嶼面積86平方公里，海拔高度354米。